# Sorocha similis
Sorocha similis är en skalbaggsart som beskrevs av Ohaus 1908. Sorocha similis ingår i släktet Sorocha och familjen Rutelidae. Inga underarter finns listade i Catalogue of Life.